# アンボワーズの陰謀

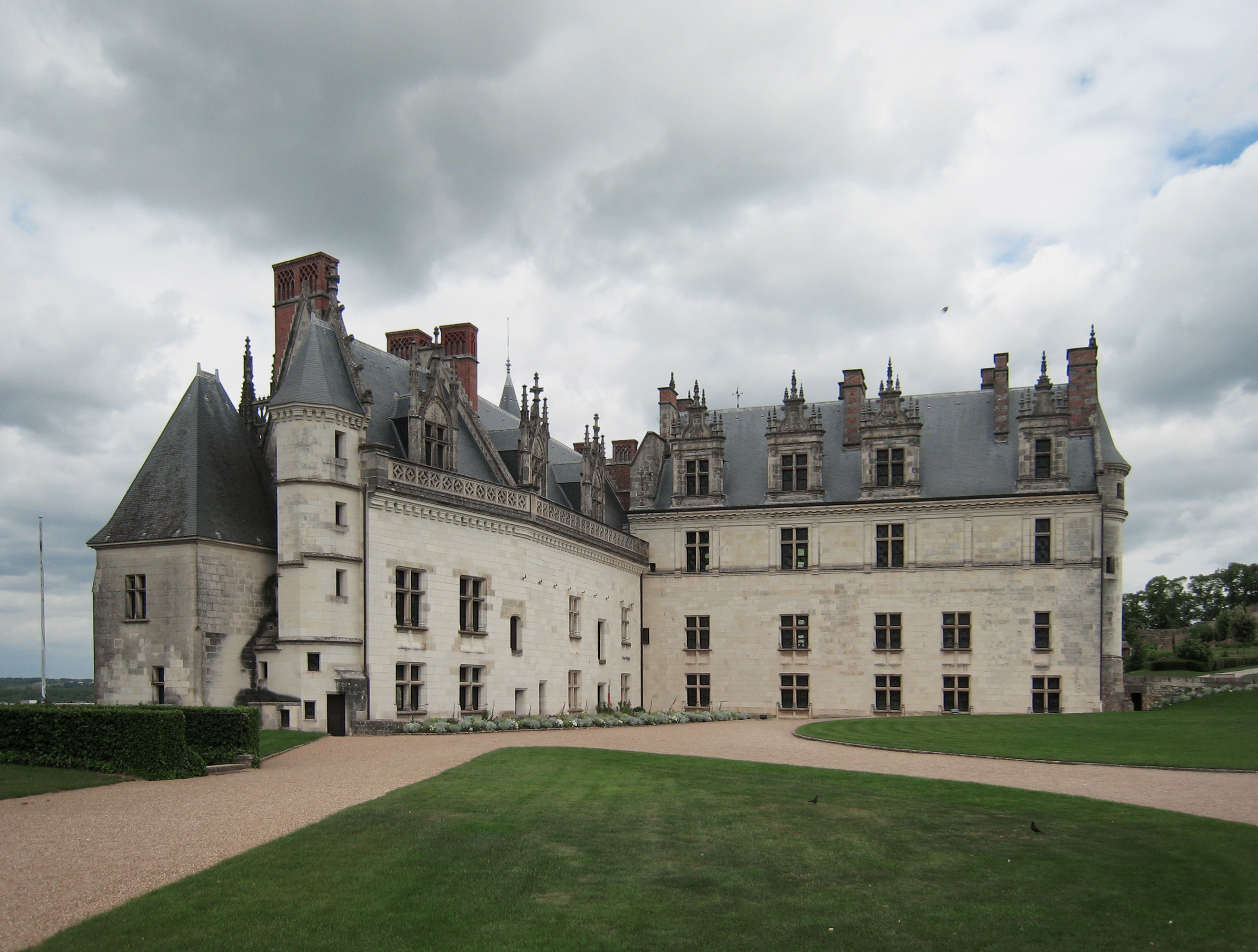
アンボワーズ城（アンドル＝エ＝ロワール県）

アンボワーズの陰謀（アンボワーズのいんぼう、フランス語: Conjuration d'Amboise、英語: Amboise conspiracy）とは1560年3月、プロテスタント貴族ラ・ルノーディ領主ジャン・デュ・バリー（fr）を中心とする不平貴族たちがアンボワーズ城（フランス北西のロワール渓谷に所在）にあった若年のフランス国王フランソワ2世 （1544年1月19日 - 1560年12月5日、在位1559年7月10日 - 1560年12月5日）を誘拐してカトリック強硬派のギーズ家を除こうと画策した陰謀事件。陰謀は未然に露見し、容疑者として数百名以上が処刑された。

## 経緯

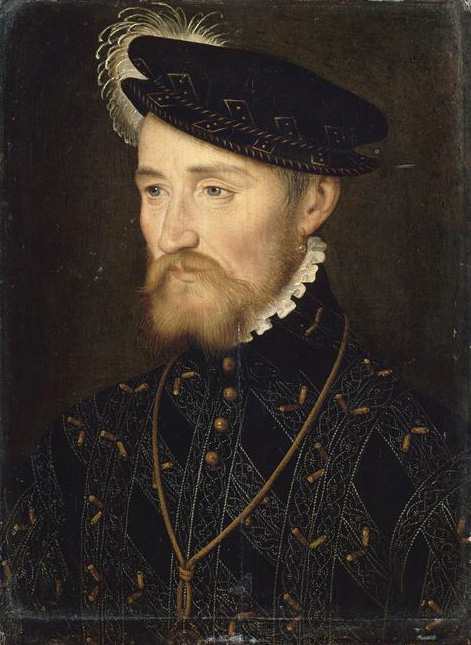
ギーズ公フランソワ

1559年7月、アンリ2世がイタリア戦争終結を祝う祝賀の席の馬上槍試合で不慮の事故死を遂げ、その子息フランソワが15歳でフランス国王フランソワ2世として即位した。若年のフランソワは病弱であり、政治的能力にも乏しかったため、フランソワの妃であるスコットランド女王メアリーの母方の親族であるギーズ家が実権を握った。当主ギーズ公フランソワはカレーをイングランドから奪回した英雄であり、その弟のロレーヌ枢機卿（シャルル・ド・ロレーヌ）はフランス・カトリック教会の首長で、いずれも熱狂的なカトリック信者であった。一方のプロテスタント側はブルボン家当主のナバラ王アントワーヌを盟主としてカトリック勢力に対抗していたが、彼はプロテスタント信仰の厚い妻ナバラ女王ジャンヌ・ダルブレ（ナバラ王妃マルグリットの娘）に主導権を握られる頼りない人物であったといわれている。
ただし、1559年にはパリで第1回全国改革派教会会議が開かれ、カルヴァン派が信仰箇条や教会の規則を定めて組織化を進め、この年から1565年にかけてはフランスのプロテスタント勢力にとっては一大拡張期であった。プロテスタントの教会はとくに南フランスに多数現れ、北部はパリやルーアン、オルレアンなどの都市部を拠点として分散していた。改宗者総数は、およそ200万人程度と推計され、当時の人口の10パーセントほどを占めたと考えられる。武人として有名なガスパール・ド・コリニー（コリニー提督）もプロテスタント陣営に加わった。
故アンリ2世の妃で母后として息子を後見したメディチ家出身のカトリーヌ・ド・メディシスは王権護持と王国統一維持のために宮廷から「イタリア式」の権謀術数を弄して政局は複雑化し、ここに王家と改革派、カトリック強硬派の三つどもえの抗争が生じた。

## 事件の概要

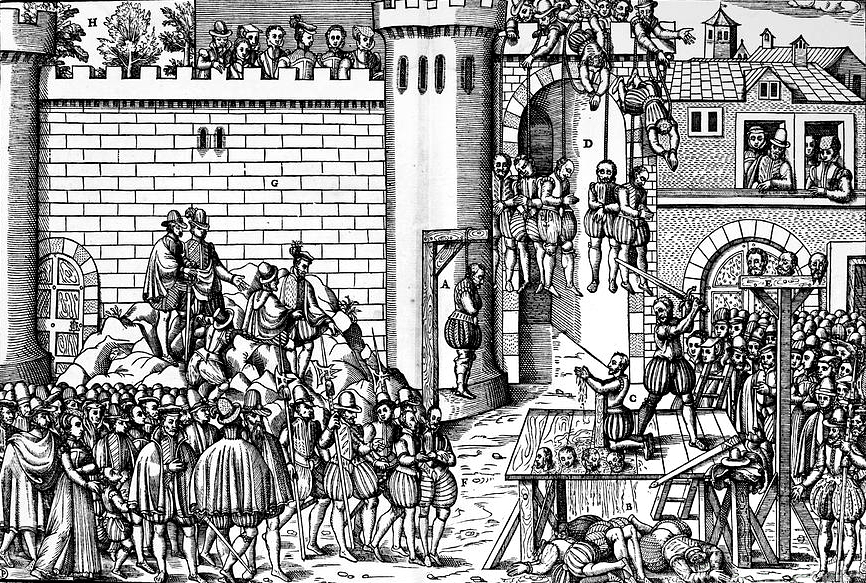
陰謀容疑者たちの処刑（アンボワーズ城）。版画

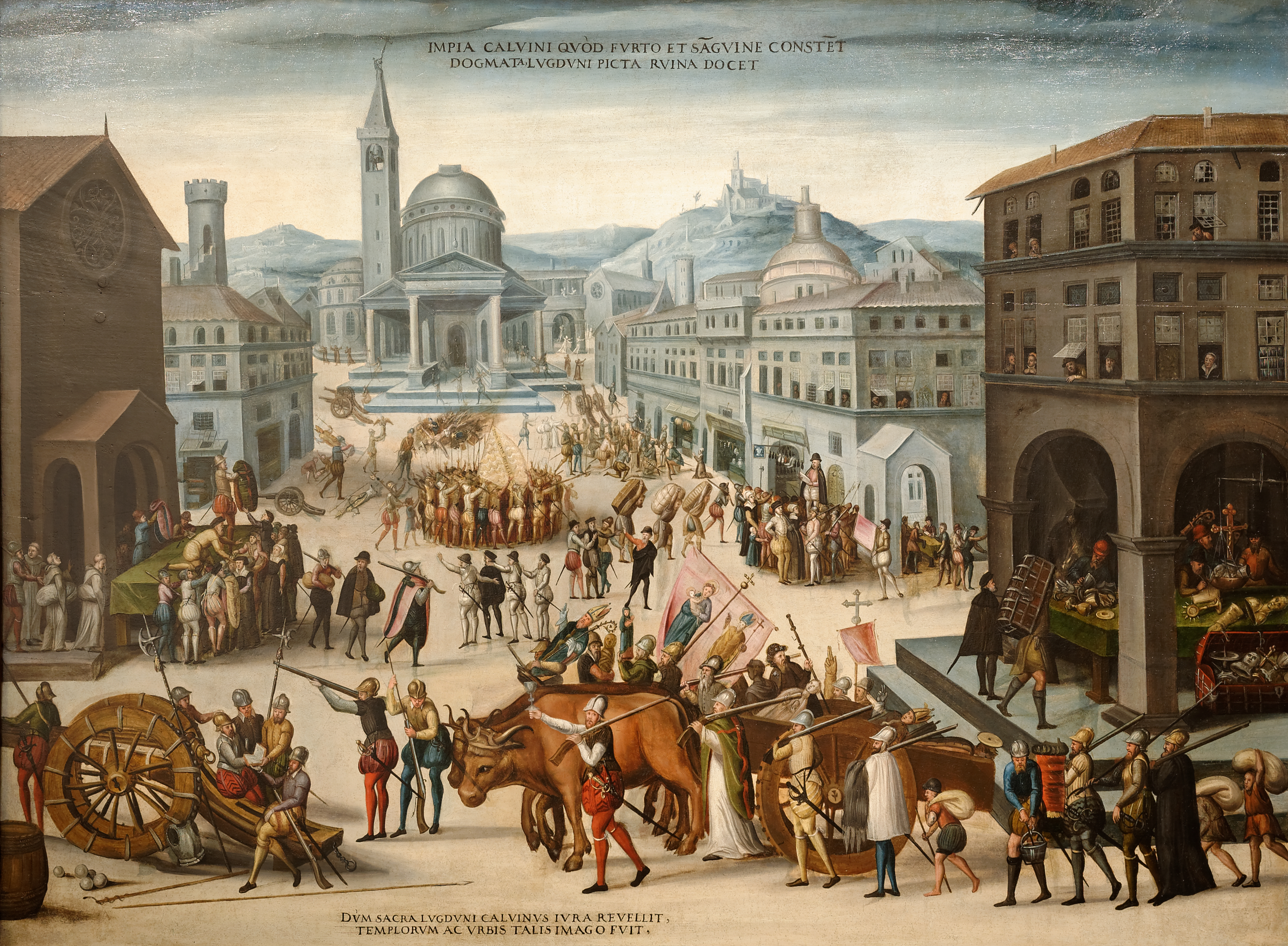
カルヴァン派によるリヨン教会の略奪（1562年）。アントワーヌ・キャロット作

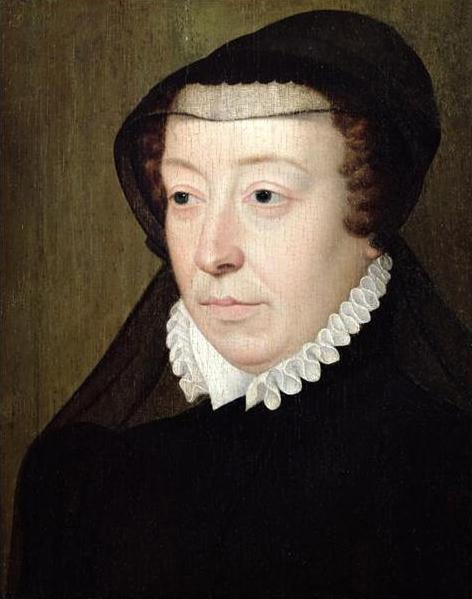
カトリーヌ・ド・メディシス

当時ギーズ公は幼いフランソワ2世の名の下、実質的にフランスを支配していた。1560年3月、プロテスタント貴族ラ・ルノーディ領主ジャン・デュ・バリー（fr）を中心とする不平貴族たちがアンボワーズ城（フランス北西のロワール渓谷に所在）にあった若年のフランス国王フランソワ2世を誘拐してカトリック強硬派のギーズ公を除こうと画策した。この陰謀はギーズ公に察知されて計画は失敗に終わった。
ギーズ兄弟はナバラ王アントワーヌの弟コンデ公ルイが黒幕であると疑い、11月、コンデ公を逮捕した。このことにより新旧両派の対立はいっそう強まった。この後の論争の中で、フランスのカルヴァン派は「ユグノー」と呼ばれるようになった。
アンボワーズ城で最も美しい広間といわれる「三部会の間」で裁判が開かれ、数多くのユグノーが絞首刑に処せられた。処刑の対象となったのは1,200名におよび、処刑が終了するまで1ヶ月を要したといわれる。処刑は公開され、ギーズ公は王族を含む全貴族に、処刑への立ち会いを命じた。立ち会いを拒めばプロテスタントであると疑われ、粛清の対象になりかねなかった。遺体は、アンボワーズ城の城壁、祝事の際に旗やタペストリーをかける鉄のフック、開き窓のある、ロワール川に面したバルコニー（Logis du Roy）に吊るされた。あまりの残酷さに具合の悪くなる者や気絶する者が続出し、大法官フランソワ・オリビエはその場で息を引き取った。当時は、処刑した遺体は腐って落ちてくるまでそのまま晒しておく慣例になっていたので、宮廷はひどい死臭のためにアンボワーズの街をただちに脱出したほどである。
処刑に激怒したユグノーによるカトリック教会に対する最初の聖像破壊が1560年にルーアンとラ・ロシェルで発生し、翌年には20の都市に広がった。カトリック側もこの行動に憤り、カトリック都市住民による流血の報復がサンス、カオール、カルカソンヌ、トゥールその他で生じるなど、対立は実力行使をともなった。
王太后カトリーヌ・ド・メディシスはフォンテーヌブロー諮問会議を召集してカトリックとプロテスタントの融和を図ったが、ギーズ家は異端絶滅を計画していた。1563年3月12日、カトリーヌ・ド・メディシスは、王と自分を誘拐する陰謀に関わったとされたコンデ公ルイとの間で「アンボワーズの休戦協定」に署名したが、うまくいかなかった。「アンボワーズの勅令」はプロテスタントに対し、街の城壁の外なら領主と裁判官の教会においてのみ信仰を認めるというものであり、新旧両派ともこの妥協に満足できず、この勅令が尊重されることはあまりなかったからである。
この事件は、16世紀後半のフランスで30年にわたって繰り広げられた宗教戦争、「ユグノー戦争」の序章となった。